# Bibliafordítás
Bibliának nevezzük a zsidóság és a kereszténység szent könyvét. A Bibliát sok száz nyelvre lefordították az eredeti héber, arámi és görög nyelvről; ezek a bibliafordítások.
A véglegesen a 4. században kanonizált keresztény Biblia két fő részből áll: Ószövetségből és Újszövetségből. Az Ószövetség (felekezettől függően) teljes egészében vagy döntő részében megegyezik a zsidóság szent iratával, a Héber Bibliával.
Részben a kereszténység erőteljes missziója miatt, 2022 elejéig 3524 nyelvre fordították le a Bibliát vagy annak egyes részeit: a teljes Bibliát 719 nyelvre, a teljes Újszövetséget 1593 nyelvre, részleges fordításokkal pedig további 1212 nyelvre. Ezzel a Biblia a legelterjedtebb és egyben a leggyakrabban fordított könyv a világon.

## A Biblia nyelve és fordításának módszerei

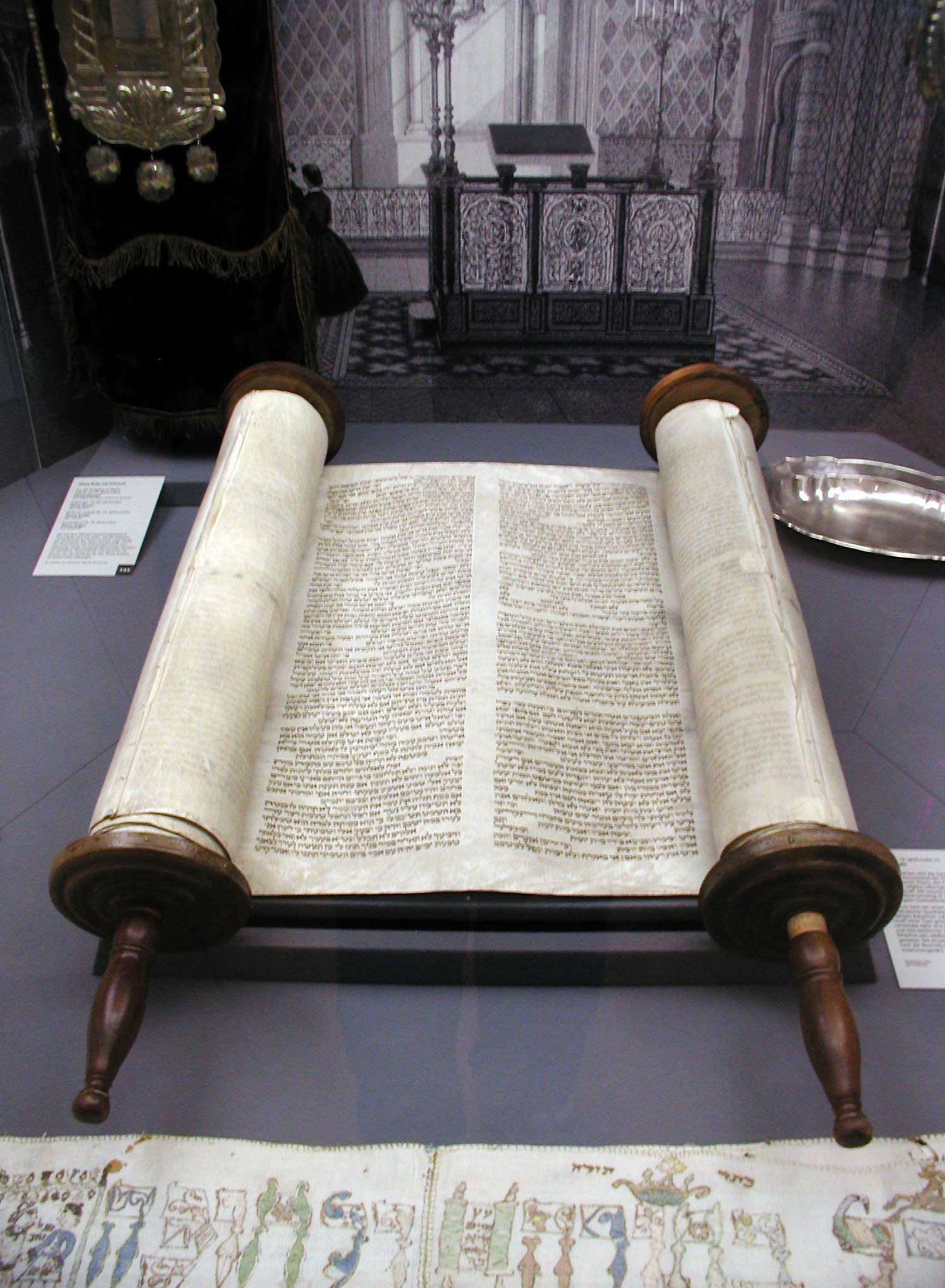
A Tóra tekercse egy zsinagógában

A Héber Biblia eredeti nyelve óhéber, illetve néhány kisebb szakasza arámi, míg az Újszövetség eredetileg ógörög nyelven íródott (a görög nyelv ún. koiné változatán).
Egy fordítás akkor jó, ha az eredeti szöveg gondolatsora hiánytalanul megjelenik benne. Az egyik fő szempont tehát a szöveghűség. Kérdés azonban, hogy a nyelvtani formahűség vagy az értelmi hűség fontosabb? A másik fő szempont a nyelvezet. Itt a kérdés az, hogy a fordítás régies vagy modern legyen? A különféle fordítások ezen a négyirányú skálán könnyen elhelyezhetők. Ezek mellett a fordítóknak más szempontokat is figyelembe kell venniük, például egyes héber és görög szavaknak nincs magyar megfelelője, csak körülírni lehet őket, illetve éppenhogy sok kifejezés közül kell választanunk a szövegkörnyezettől és az egész Biblia tanításától függően (például a szóma jelentése lehet 'test, létforma, egész valónk' stb.). Vagy egyes Amazonas menti törzsek számára a „kenyér” ismeretlen fogalom, s nekik érthetőbb lehet Jézust „az élet banánjának” nevezni, és bár nincs olyan elvont fogalmuk, mint a Jézusba vetett „hit”, pontosan értik, mit jelent „Jézusra akasztani a függőágyat”.
Az ún. parafrázis egy kifejezést több szóval ad vissza, körülírja, hogy kibonthassa az összes nyelvtani adatot. Például a „…nem cselekszik bűnt, aki az Istentől született” mondat (János első levele 3:9) sok hívőt ejtett már kétségbe; a görög ige alakja azonban folyamatos vagy ismétlődő cselekvésre utal, így teljes (és ezért pontos) értelem szerinti fordítása ez: „…az nem vétkezik folyamatosan (azaz nem él bűnben) aki az Istentől született” (nagy különbség, hogy valaki egyáltalán nem vétkezik, vagy ha vétkezik is, képtelen bűnben élni). Héber fülnek például természetes lehet „felövezni elménk derekait” (Péter első levele 1:13), de ez már annak idején, az első görög és latin anyanyelvű hallgatóságnak is magyarázatra szorult. Ennek a sajátosan héberes, képi fordulatnak a magyar idiomatikus megfelelője 'gondolatban legyünk rá készek, hogy…' lehet.
Nem szabad elfelejteni azt sem, hogy az eredeti héber és a görög szövegek korszerű, modern köznyelvi szövegek voltak akkor, amikor elmondták, illetve leírták őket. A Biblia eredetileg nem beszélt ódon, elavult nyelvezettel (a Károlyi-féle vala, sömörgőzés stb. kifejezések sem hangzottak régiesnek a 16. század végén), de modernkedő stílussal sem (például a katolikus fordításokból a -tatik/-tetik többes szám harmadik személyraggal helyettesítése helyenként értelemzavarónak tűnik).

## A Héber Biblia korai fordításai a zsidóság számára

### Az arámi nyelvű tárgumok
A hajdani idők bölcs rabbijai úgy magyarázták, hogy a Tórát, azaz Mózes öt könyvét, amelyet Izrael népe Istentől kapott a Sínai-hegy lábánál, Isten az egész emberiségnek szánta. A Midrásból úgy tudhatjuk, hogy a Tórát először más népeknek is kínálta Isten, de Ézsau és Ismáél (a zsidókkal szomszéd népek ősatyjai), valamint a többi nép nem mutatott hajlandóságot arra, hogy lemondjon a tízparancsolat által tiltott vétkekről, az emberélet kioltásáról és az erkölcsi tilalmak áthágásáról.
Józsué, mikor Izrael földjére lépett „… felírta ott a kövekre Mózes törvényének a mását…” (Józsué könyve 8:32), „azután pedig felolvasta a törvénynek minden ígéjét, az áldást és az átkot, mind úgy, amint meg van írva a törvény könyvében” (Józsué 8:34), így a Föld népei megismerhették a Törvényt. A korai bibliafordítások azonban elsősorban nem a távoli népeknek, hanem azokhoz a zsidóknak szóltak, akiket a történelem viharai távol sodortak az őshazától, és a távolban, vagy a Szentföldre visszatérve már kevésbé vagy egyáltalán nem értették a héber nyelvet.
A babiloni fogságból való visszatérés után Essdrástól (i. e. 5. század) tudjuk, hogy „… az egész nép szeme láttára nyitotta fel a könyvet … és a léviták magyarázták a népnek a törvényt, miközben a nép a helyén állt. Szakaszokra osztva olvasták a könyvet, Isten törvényét és úgy magyarázták, hogy a nép megértette az olvasottakat” (Nehémiás könyve 8:5–8.). A régi idők rabbijai szerint „értelmezéssel”, vagyis a héberrel rokon arámi nyelvre történő fordítással olvasták a Tórát. A héber nyelv ekkorra már elvesztette köznyelvi funkcióját. Ahhoz, hogy a Szentírást megértse a kevésbé művelt tömeg, a tanulatlan ember is, a Tóra és a Prófétai könyvek (Nöbiim) zsinagógai felolvasásakor az eredeti szöveget a köznyelvre, vagyis arámira (majd később más nyelvekre, például görögre, perzsára stb.) is le kellett fordítani.
A héber „targum” szó fordítást jelent, a rabbinikus szóhasználatban azonban a „targum” speciálisan a Tóra, illetve a Szentírás egyéb könyveinek arámi fordítását jelöli. Kezdetben a targum csupán szóbeli rögtönzés volt, nem pedig írott, általánosan elfogadott szöveg. A tóraolvasó mellett állt a turg'mán (m'turg'mán), vagyis a „hivatásos”, vagy „hiteles” tolmács, a fordító, aki a Tóra egy-egy versének héber nyelvű felolvasása után nyomban lefordította a szövegrészeket arámira.
Később megjelentek az írásos targumok, melyek legismertebbje a Tórának babilóniai tárgumja, a (Tárgum Onkelosz), amely Onkelosznak, a prozelitának a nevéhez kötődik. A Tóra e legpontosabb arámi nyelvű fordítását azután is olvasták, tanulmányozták, hogy a keleten maradt zsidóknál az arámi, mint köznyelv átadta helyét az arabnak, míg a nyugatra szakadt zsidóság átvette az európai nemzeti nyelvek egyikét-másikát.
A Targum Onkelosz mellett más arám változatokat is ismerünk, köztük az I. Jeruzsálemi Targumot ("Jonátán ben Uziél Targumának", illetve „Pszeudo-Jonátánnak” is nevezik), vagy a korábban csak töredékesen ismert II. Jeruzsálemi Targumot („Töredékes Targum”), melynek csak néhány évtizede fedezték fel a teljes szövegét.
A Tóra mellett készültek arámi tárgumok a Prófétai könyvekhez (Nöbiim) és a Szent iratok (Kötubim) többségéhez is.
A targumok lényegüket tekintve parafrázisok, vagyis az eredeti szövegnek tartalmilag pontos, de a szerző, vagyis a fordító saját szavaival történő újrafogalmazásai, egyben értelmezései, helyenként magyarázatokkal. E parafrázisok közös jellemzői többek között az Istent aposztrofáló vagy ábrázoló részekben az antropomorfizmus kiküszöbölése, a Midráshoz hasonló hosszabb-rövidebb történetek beiktatása az egyes részek megvilágítása, érthetőbbé tétele céljából.

### Septuaginta
A Septuaginta a héber Biblia görög fordítása. A latin nyelvű cím jelentése: „hetven”. (Az eredeti görög cím az ugyanezt jelentő Hebdomékonta.) A Septuaginta keletkezéséről azt tudjuk, hogy a Talmud (M'gilá 9a.) és az évszázadok óta közismert ún. Ariszteasz-levél szerint 70, vagy 72 zsidó tudós készítette a héber Biblia görög fordítását az egyiptomi Pharosz szigetén, Alexandria szomszédságában, II. Ptolemaiosz Philadelphosz (i. e. 285–246) utasítására. A király udvarába rendelt hetvenkét nagyhírű tudóst Jeruzsálemből, hogy elkészíttesse velük a Tóra tökéletes görög fordítását. Bár a rabbik egymástól teljesen elkülönítve dolgoztak, a munkájuk végeztével összehasonlított görög szövegek egymással azonosak voltak.
Az ezt követő két évszázadban ugyanott elkészült a héber szöveg további részeinek és az úgynevezett deuterokanonikus (vagyis az eredetileg nem kanonikus) könyveknek a fordítása is. E könyveket, a hozzájuk csatolt néhány görög nyelven írt könyvvel együtt nevezik a „hetven öreg fordításá"-nak, görög rövidítésével Szeptuagintának. A fordítást a világhírű királyi könyvtárban őrizték.

### Pesitta
A 4. században született a szír (kelet-arámi) fordítás, a Pesitta, és ennek változatai. A „pesitta” szó jelentése: egyszerű, közvetlen. Ez a változat ellentétben a Szeptuagintával, fokozatosan alakult ki a korai zsidó-arámi nyelvű szövegekből. A Pesitta szerzője, létrejöttének ideje és helye régóta vitatott kérdés. A keresztény hagyomány szerint a Pesitta Ábgár edesszai király utasítására keletkezett, aki tudósokat küldött Palesztinába, hogy ott az eredeti bibliaszöveget fordítsák le szír nyelvre. Egyes források szerint az említett Ábgár II. Izátész ádiábénéi királlyal azonos, aki az i. sz. 1. században egész családjával és szűkebb környezetével együtt felvette a zsidó vallást (Josephus Flavius, „A zsidók története” 20: 69–71.). Bizonyosnak azonban az tűnik, hogy a Héber Biblia szír fordítása az i. sz. 1. században Edesszában élt zsidók műve. Az 1–3. században fordították le a Tórát, a teljes Szentírás pedig a 4. századra öltött végleges formát.

### Arab fordítások
Köztudomású, hogy zsidók és keresztények is éltek az Arab-félszigeten az Iszlámot megelőző időkben, s minden bizonnyal az arab nyelv szolgált közöttük összekötő nyelvként. Korabeli muzulmán forrásból értesülünk arról, hogy a zsidók héberül olvasták a Szentírásukat, és arab nyelven értelmezték az Iszlám követői számára. Az mindenképpen bizonyos, hogy Mohamed idején létezett a Bibliának szóbeli hagyomány útján ismert arab szövege, hiszen ezt igazolják a Korán bibliai történetei, és a hadísz-ban, az Iszlám hagyomány irodalmában „Iszrá’illiát”-nak nevezett anekdoták. A korai arab nyelvű bibliafordításra történő hivatkozások ellenére teljes, vagy hosszabb szövegrész nem maradt fenn. Az elmúlt évtizedekben több arab nyelvű bibliai szövegtöredék került elő, közöttük Száádjá-gáon fordításaiból és kommentárjaiból való részletek. Ezek hozzájárulnak a héber szövegek teljesebb megértéséhez.

## Korai keresztény bibliafordítások

### Latin fordítások

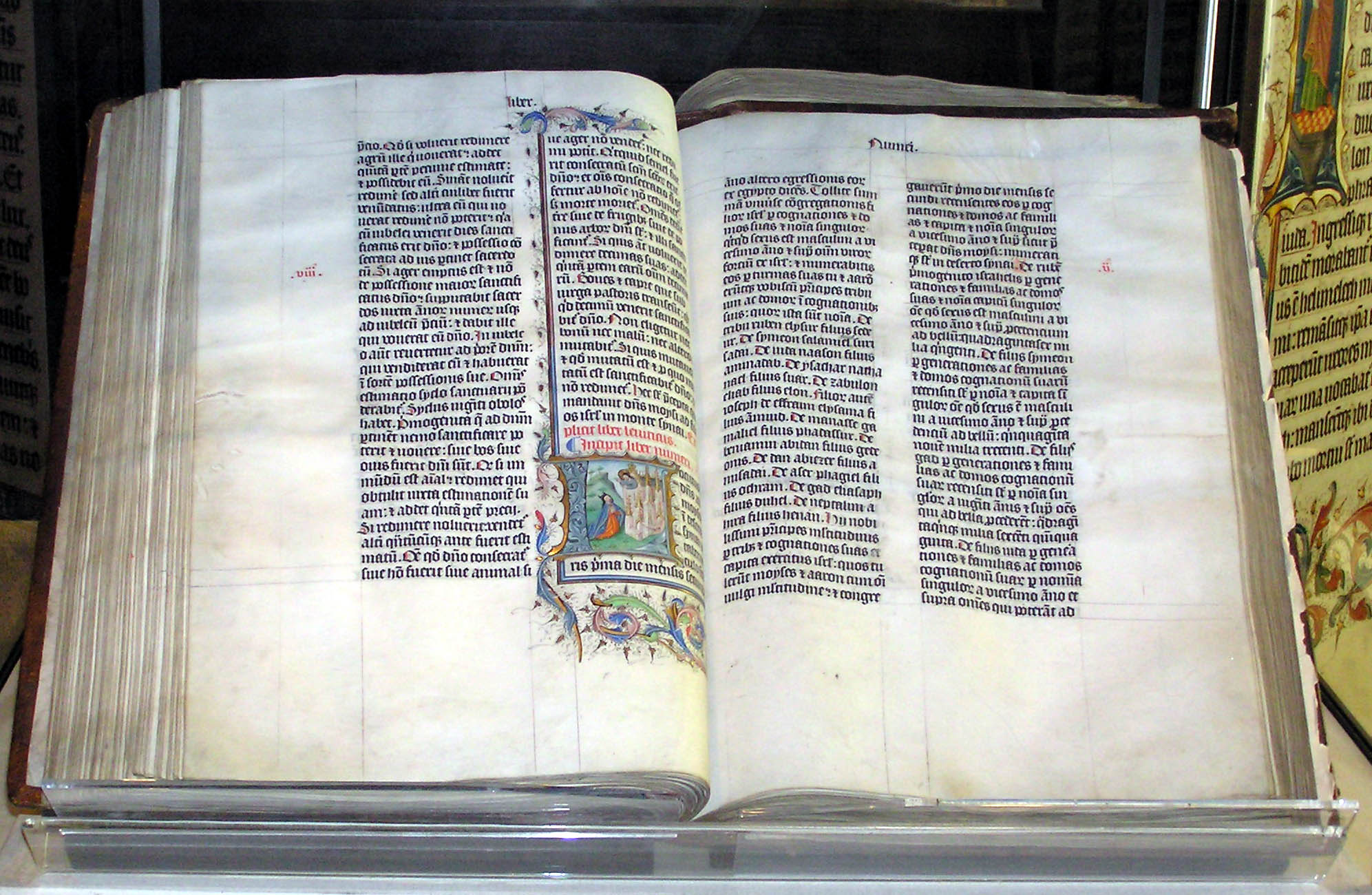
Kézírásos latin Vulgata a középkorból

A korai latin Szentírás-fordításokból sok töredék ismert, de egyetlen teljes Biblia-kézirat sem maradt fenn ebből a korszakból (i. sz. 3. század). Az ismert latin szövegrészek szinte mindegyike a görög Szeptuagintából készült fordítás, így csupán másodlagos származéka a óhéber eredetinek.
A 4. század vége táján gyakoriakká váltak a rontott szövegmásolatok, és a különféle „szövegváltozatok”. Egy hiteles latin bibliaszöveg elkészítésére vállalkozott Szent Jeromos (Eusebius Hieronymus, kb. 345–420), a korabeli Európa legismertebb Biblia-tudósa, I. Damasus pápa titkára, aki magas színvonalon ismerte a latin, görög és héber nyelveket. A Szentírás eredeti héber szövege, valamint a Szeptuaginta görög szövegében fellelhető eltérések összevetése révén teljesen új és hiteles latin fordítást készített a „Hebraica veritas”, vagyis az „igaz héber szöveg” alapján. Szövegfordítása, az Újszövetség (Újtestamentum) korábbi latin fordításának ugyancsak általa javított szövege és a deuterokanonikus iratok kanonizált változatai alkotják a Vulgatát, azt a szövegváltozatot, amelyből a nyugat-európai nyelvek legkorábbi bibliafordításai is születtek.

### Wulfila gót bibliája
A Vulgatát megelőző egyik latin fordításból készítette el Wulfila püspök a gótok Bibliáját 341–355 között. Külön írást alkotott (gót írás), és a Királyok könyve kivételével az egész Szentírást lefordította. Ez a gót nyelv és így a germán nyelvek legrégibb emléke. A fordítás neve Codex argenteus, jelenleg Uppsalában őrzik.

## Modern nyelvű nyugati fordítások
A modern nyelveken közreadott középkori és újkori fordítások teljességükben szinte számbavehetetlenek. A könyvnyomtatás és a reformáció további lendületet adott a bibliafordítás, valamint a bibliaolvasás terjedésének. A Biblia a világon a legtöbbször és legtöbb nyelvre lefordított, a legtöbb kiadást és a legnagyobb példányszámot megért könyv lett.

### Angol fordítások
Az első teljes angol nyelvű bibliafordítás a 14. században készült el. Ez és a korábbi részleges fordítások mind a latin szöveg alapján készültek. Az első modern fordítás, amely a héber szöveget is felhasználta a híres, Jakab királyról elnevezett Jakab király-féle Biblia, más néven „Jogosított Változat” (Authorized Version) 1611-ben, amely az „Átdolgozott Hiteles Változat” (Revised Standard Version) megjelenéséig (1946–1952) az angol nyelvterületen általánosan használt Biblia volt.

#### Joseph Smith-fordítás
A Jakab király-féle Biblia angol nyelvű módosítása, revíziója, amihez 1830 júniusában kezdett hozzá Joseph Smith, Az Utolsó Napi Szentek Jézus Krisztus Egyházának megalapítója. Különbözik az összes többi bibliafordítástól abban az értelemben, hogy a Biblia szövegén végrehajtott módosításokat és betoldásokat Joseph Smith követői szerint az egyházalapító az Istentől kapott új kinyilatkoztatások alapján végezte, visszaállítva ezzel a szöveg eredeti jelentését, nem pedig egyik nyelvről a másikra történő szó szerinti újrafordítás útján. Az Utolsó Napi Szentek Jézus Krisztus Egyháza a fordítás azon részeit jelentette meg, melyek Joseph Smith élete folyamán már kiadásra kerültek. A teljes fordítást 1867-ben jelentette meg Krisztus Közössége. Azóta számos kiadás látott napvilágot.

### Német fordítások
A legelső nyomtatásban megjelent német nyelvű Biblia 1466-ban készült Strassburgban. A fordítás alapja a Vulgata volt, a szöveget folyamatosan javították: a Luther előtti időkben 13 kiadást ért meg.
A Luther Márton által készített protestáns Biblia nemcsak a bibliafordítás történetének, vagy a teológiának, hanem a német irodalomnak, a német nyelvfejlődésnek is kiemelkedő eseménye, mondhatni fordulópontja volt.
Luther az eredeti görög és héber nyelvet felhasználva készítette el a fordítását. Az Újszövetség 1522-ben, míg az Ószövetség 1534-ben jelent meg.

## Magyar nyelvű fordítások
A bibliafordítások az egész magyar nyelv és magyar irodalom fejlődésére óriási hatást gyakoroltak.

### Középkori fordítások
Mivel a középkori magyarországi kézírásos kódexeknek több mint 99%-a elpusztult, a magyar bibliafordítások pontos története ismeretlen.

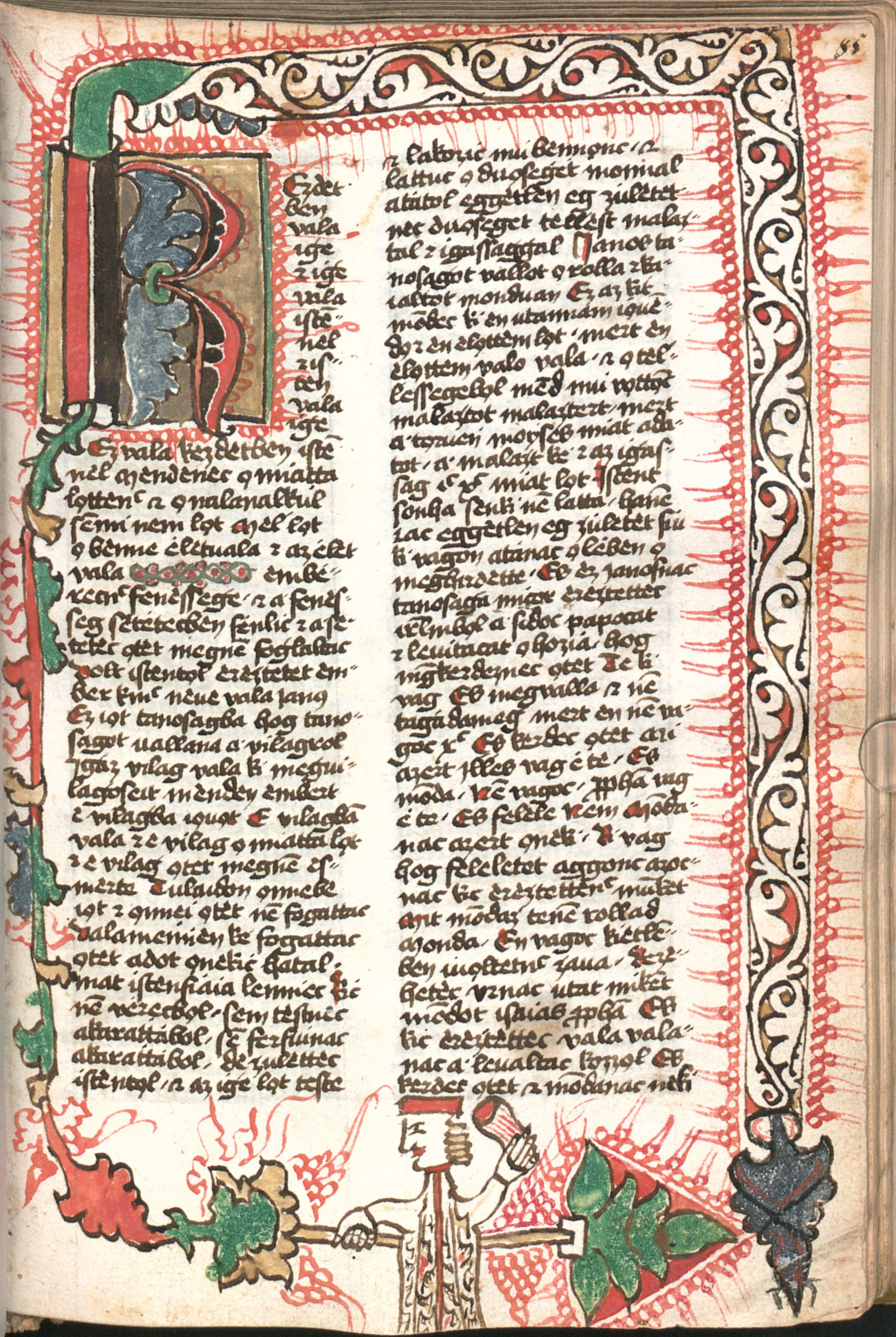
A Huszita Biblia egyik lapja.

A legrégibb megmaradt bibliafordításunk a 15. század közepén valószínűleg ferences szerzetesek által írt (illetve egy bizonytalan régi forrás szerint két huszita író, Újlaki Bálint és Pécsi Tamás által készített) úgynevezett Huszita Biblia, amelynek csak egyes részei maradtak ránk különböző kódexekben (az Ószövetség 18 könyve és a négy evangélium). Azt nem lehet pontosan tudni, hogy ez a mű a teljes Biblia fordítása volt-e. Nyelvezete igen régies, kifejezései ma már szokatlanok (például a Szentlélek fordítása „Szent Szellet” stb.)
Az első biztosan teljes magyar nyelvű fordítás Báthory László (1420–1484), pálos szerzetes munkája, amely Mátyás király Corvinái között is helyet kapott, és aminek a török hódoltság korában nyoma veszett. Egy bizonyítéka van – a pálos könyveken kívül – a ma is vitatott fordításnak, Bod Péter 1766-ban megjelent könyvének sorai (Magyar Athenas):
„A Sz. Bibliának Forditásai és ki adatásai. 1. Bátori László Forditása 1456-dik eszt.”

### 16. századi fordítások
Az első ránk maradt majdnem teljes bibliafordítás egy ismeretlen pap munkája 1519-ből, és a Jordánszky-kódex tartalmazza. (Az Ószövetség 39 könyve és szinte a teljes Újszövetség található benne.)
A bibliafordítások történetében Magyarországon is a könyvnyomtatás elterjedése hozott nagy fejlődést. Az Újszövetséget, illetve ennek részleteit először az 1530-as évek-ben adták ki magyar nyelven. Komjáti Benedek A Szent Pál levelei magyar nyelven című műve (1533, Krakkó) volt az első teljes egészében magyar nyelven nyomtatott könyv. Pesti Gábor, a humanista tudós és első magyar nyelvápoló Új Testamentum magyar nyelven című munkája (1536, Bécs) valójában a négy evangélium fordítása és egyben első nyomtatott kiadása volt. Magyar nyelve ízes és kifejező, mentes azoktól a nehézkes latin szerkezetektől, amelyek a középkori fordításokat, sőt néhány későbbi bibliafordításunkat is jellemezték. Az első nyomtatott, magyar nyelvű teljes Újszövetség Sylvester János fordítása volt 1541-ben. Feltehetőleg ez az első magyar nyelvű könyv, amely Magyarországon megjelent.
A magyar bibliafordítás fejlődésének a reformáció hazai térhódítása adott újabb nagy lendületet. A zsoltárok protestáns fordítása (Bencédi Székely István – 1548) után 1565-ben készült el az első szinte teljes nyomtatott bibliafordítás, Heltai Gáspár, kolozsvári protestáns teológus munkája, amelyből csupán az Ószövetség hat könyve hiányzott. Az „Elöljáróbeszéd” szerint az addigi fordításoknak az eredeti héber, illetve görög szöveggel való összevetésével, ennek alapján történt javításával, kiegészítésével készült. Heltai műve nem terjedt el, szemben az örökségét folytató Félegyházi Tamás, debreceni református lelkész 1586-ban kiadott magyar Újszövetség-fordításával.

### Károli és Káldi fordítása

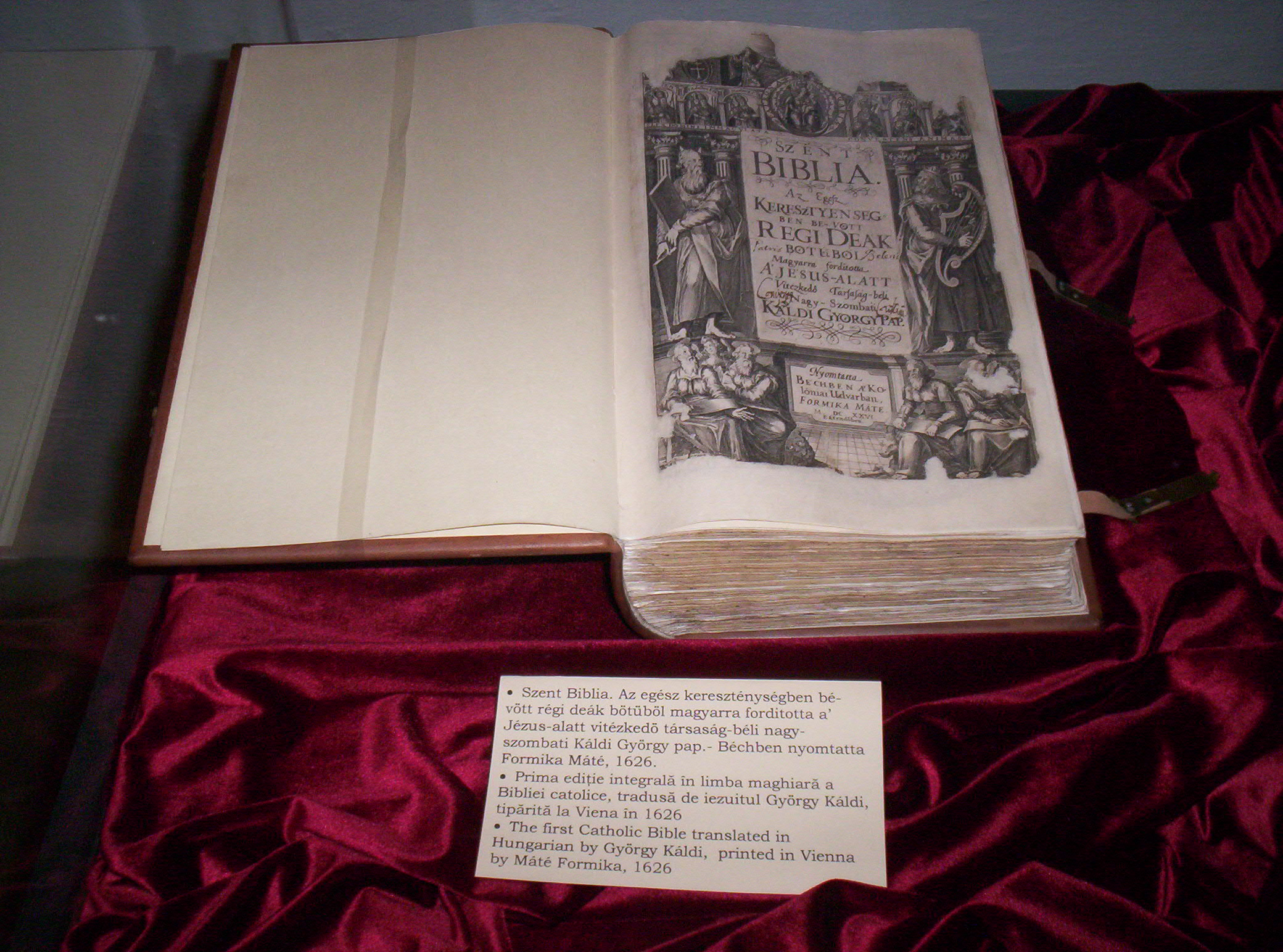
Káldi György fordításának 1626. évi kiadása

1590-ben vált teljessé a mindmáig legismertebb magyar nyelvű bibliafordítás. Károli Gáspár „Vizsolyi Bibliája” a legrégibb fennmaradt (és ma is használt) teljes bibliafordítás. Heltaihoz hasonlóan Károli is a héber eredetiből fordította az Ószövetséget és a görögből az Újszövetséget. Valójában csak az ószövetségi részt nevezhetjük Károli eredeti munkájának, mivel az Újszövetséghez Félegyházi Tamás korábbi fordítását vette át, kisebb módosításokkal.
A protestáns Vizsolyi Bibliának 1626-ban készült el katolikus megfelelője, a Káldi György által a latin Vulgatából fordított Szent Biblia. Ennek hatása és elterjedése sokáig meg sem közelítette a Károli-féle fordításét, minthogy a katolikus egyház továbbra sem helyeselte, hogy laikusok papi értelmezés nélkül maguk olvassák a Bibliát. Káldi előtt (Arator (Szántó) István) is elkezdte fordítani a Bibliát, az ószövetségi könyvekkel teljesen elkészült, az újszövetség fordításában a halál megakadályozta. Azzal kapcsolatban, hogy Káldi György felhasználta-e Arator munkáját a saját bibliafordításánál, eltérő vélemények láttak napvilágot.
Ebből a korból érdekességként megemlíthető még Péchi Simon műkedvelő székely főnemes (a szombatos felekezet híve) kéziratos bibliafordítása (1634).

### Újkori fordítások
Károli és Káldi Bibliájának egymást követő kiadásait mintegy háromszáz évig szinte változtatás nélkül használták. A viszonylag csekély mértékű nyelvi korszerűsítések (bibliarevíziók) a 17–19. század között a következők voltak: Komáromi Csipkés György által a teljes Károli-Biblia felújított változata (1670), Torkos András evangélikus lelkész felújított Újszövetsége (1736), Besenyei György által a teljes Károli-Biblia újabb revíziója (1737), a több szerző által felújított katolikus Biblia (Szepesy Ignác-féle revízió, 1835), a Káldi-Biblia újabb átdolgozása Szabó József által (1851), a katolikus Biblia Tárkányi Béla által elvégzett további korszerűsítése (Káldi-Tárkányi fordítás, 1865).
A Károli Gáspár- és Káldi György-féle fordítástól független új magyar bibliafordítás a 19. századig nem született. Az 1840-es években Ballagi Mór és Székács József szinte az egész Bibliát lefordították, de ez nem került kiadásra. Az első nyomtatásban is napvilágot látó új fordítás Kámory Sámuel evangélikus teológus 1870-es „nyelvújító” Biblia-kísérlete volt, amelynek új vallási kifejezései azonban idegenek voltak a beszélt nyelvtől, és ez a fordítást szinte olvashatatlanná tette.
Ezután a beszélt nyelv alapján több új fordítási kísérlet is történt, és ezek valamivel sikeresebbek is voltak, azonban ezek sem igazán terjedtek el, és valamennyiük csak az Újszövetségre terjedt ki: Győry Vilmos evangélikus lelkész, valamint Menyhárt János és Filó Lajos református lelkipásztorok közös Újszövetség-fordítása (1878), P. Soós István karmelita szerzetes Újszövetsége (1911), Czeglédy Sándor Újszövetség-fordítása (1924), Masznyik Endre evangélikus teológus „népies” Újszövetsége (1925), Raffay Sándor evangélikus püspök Újszövetség-fordítása (1929), Kecskeméthy István Újszövetsége (1931). Czeglédy Sándor a második világháború alatt lefordította a teljes Bibliát.
A magyar keresztények a 20. század nagyobb részében is a Károli Gáspár- illetve a Káldi György-féle fordítás valamelyik többé-kevésbé felújított változatát használták. Ezen nem változtattak a század elején készült protestáns és katolikus szövegrevíziók sem, amelyek a 20. századi beszélt nyelvhez igyekeztek igazítani a szöveget, ám alapjában véve ezek is a régies fordítást követték. Eredményük az 1908-ban napvilágot látott protestáns „revideált Károli-Biblia” és a Szent István Társulat kiadásában megjelent ötkötetes új katolikus Biblia volt (1927–1934). A Károli Biblia folyamatos népszerűségét a 2011-ben megjelent új revízió is elősegítette, mely a jobb érthetőség és szöveghűség mellett továbbra is megőrizte a Károli-fordítás „ízét és zamatát”.

### Modern fordítások
Az első valóban sikeressé váló teljesen új fordítás a Békés Gellért és Dalos Patrik által készített katolikus Újszövetség-fordítás, a „Békés-Dalos Újszövetség” volt (1951). Ezt protestáns részről két további Újszövetség-fordítás követte: Budai Gergely református teológus Új Testamentoma (1967) és Ravasz László református püspök kissé régiesebb stílusú Újszövetség-fordítása (1971). Megemlítendőek még Vida Sándor (1971) és Csia Lajos (1978) Újszövetség-fordításai, amelyeknek érdekessége, hogy szó szerint próbálják visszaadni az eredeti görög szöveget, ezzel segítve a Biblia tudományos tanulmányozását, valamint az ógörög nyelv tanulását.
Magyarországon, az utóbbi évszázad legjelentősebb munkái ezen a téren a katolikus Bibliának a Szent István Társulat (SzIT) által készített, jegyzetekkel és tudományos eszköztárral felszerelt, teljesen új fordítása, mely 1973, illetve 2003-ban jelent meg. Az új protestáns Biblia, az "új fordítású Biblia" (UFO) 1975-ben jelent meg, javított kiadása pedig 1990-ben került az olvasók kezébe a Magyar Bibliatársulat kezelésében. A revideált új fordítás (RÚF) 2014-ben jelent meg. Mindkettő valóban modern és tudományos igényű fordítás, amelyek végleg szakítanak a Káldi-, illetve a Károli-fordítások hagyományával.
A 90-es évek óta négy új magyar bibliafordítás született. Az 1990-ben megalakult Szent Jeromos Katolikus Bibliatársulat a SzIT fordításához képest egy kevésbé tudományos, olvasmányosabb változat elkészítését tűzte ki célul, hogy a Bibliát a lehető legtöbb hívőhöz juttassa el. Ezért a Káldi-féle fordítást alapul véve az eredeti nyelvekből és az időközben kiadott új latin fordítás, a Neo-Vulgáta alapján új fordítást készített 1997-ben (Szentírás, vagy „Káldi Neovulgáta”).
A három legújabb kísérlet a 21. század nyelvéhez igazított „Új Károli” és az „Egyszerű Biblia”, amelyek 2003-ban láttak napvilágot, valamint az angolból fordított „Új világ fordítás,” mely a Jehova tanúihoz köthető, ám ettől a fordítástól más felekezetek bibliakutatói tudománytalanságra és a Biblia fordítások korábbi eredményeinek ignorálására hivatkozva elhatárolták magukat.
Jelenleg is folyamatban van [mikor?] egy, a Szent Pál Akadémia falai között zajló új fordítás, amely az eredeti nyelveket veszi alapul, és szakaszosan jelenik meg az Új Exodus teológiai és hitéleti folyóiratban.
A következő táblázat a mai magyar nyelvű fordításokat csoportosítja a nyelvi, értelmi, formai hűség szempontjából (A csak újszövetségi fordítást ÚSZ megjegyzés jelzi):
| Hűség, nyelvezet     | Kifejezetten formahű                       | Formai hűségre törekvő                                    | Értelmi hűségre törekvő                                                | Kifejezetten értelmező                                   |
| -------------------- | ------------------------------------------ | --------------------------------------------------------- | ---------------------------------------------------------------------- | -------------------------------------------------------- |
| Többé-kevésbé régies |                                            | rev. Károli (1908) Czeglédy (1957) Ravasz László(1971)ÚSZ |                                                                        |                                                          |
| Modern               | Vida Sándor (1971)ÚSZ Csia Lajos (1978)ÚSZ | Új Károli (2003)                                          | UFO (1975, 1990) SzIT (1973, 2003) Káldi Neo-Vulgáta (1997) RÚF (2014) | Budai (1967)ÚSZ Békés-Dalos (1951)ÚSZ Egyszerű (2003)ÚSZ |

## A Héber Biblia európai zsidó fordításai

#### Ladino (zsidó-spanyol)
A Biblia 13–15. században keletkezett ladino nyelvű zsidó-spanyol fordításait tekintik a legkorábbi kasztíliai Biblia-szövegeknek. Ezeket a korai dokumentumokat latin betűkkel írták. A zsidók spanyolországi kiűzetése után azonban a ladino nyelvű bibliai szövegeket már kizárólag héber betűkkel nyomtatták a szefárd diaszpóra használatára. A teljes ladino nyelvű Héber Biblia Konstantinápolyban 1739–45-ben jelent meg.

#### Jiddis
A 14. századtól kezdődően folyamatosan adtak közre jiddis nyelvű fordításokat egyes bibliai könyvekből. Ezek a kiadványok elsősorban a kevésbé tanultak és a nők igényeit tartották szem előtt.
A Szentírás jiddis nyelvű parafrázisai között legkedveltebb és évszázadok során legelterjedtebb a híres "Ce'ená u-Re'ená" (Cenerene), amely női olvasói számára átdolgozva tartalmazza a Tórát, a Talmudból, Midrásból, valamint a zsidó folklórból vett "szemléltető" anyaggal színesítve. Újabbkori német, sőt magyar kiadása is több ízben megjelent.

#### Német nyelvű zsidó fordítások
Moses Mendelssohn (1729–1786) volt az első zsidó, aki irodalmi német nyelvre fordította a Biblia egyes könyveit. Megjegyzendő, hogy a német szöveget héber betűkkel nyomtatták, és a kiadvány tartalmazta az eredeti héber szöveget is (ez a gyakorlat Korán fordításában még ma is fennáll). A nagy gondolkodót elkeserítő támadások érték a szigorú elveket valló ortodox rabbik részéről a szent könyvek „profanizálása” miatt.
1831 (a következő zsidó fordítás megjelenése) és 1937 között néhány teljes, és több részleges kiadás jelent meg, közöttük olyan kiválóságok munkái, mint Samson Raphael Hirsch rabbi, Heinrich Graetz és Martin Buber.

#### Angol nyelvű zsidó fordítások
Az évszázadok során megjelent számos angol nyelvű fordítás között több zsidó változat is napvilágot látott. Ezek közül a legjelentősebb talán a philadelphiai (Amerikai Egyesült Államok) Jewish Publication Society által századunk második felében két különböző fordításban is megjelentetett Biblia. A tórafordítások közül kiemelkedik a Magyarországról származott Joseph H. Hertznek, Nagy-Britannia egykori főrabbijának szerkesztésében közreadott kétnyelvű (héber-angol), bőséges magyarázatanyaggal ellátott Mózes öt könyve (1923–36).

#### Magyar nyelvű zsidó fordítások

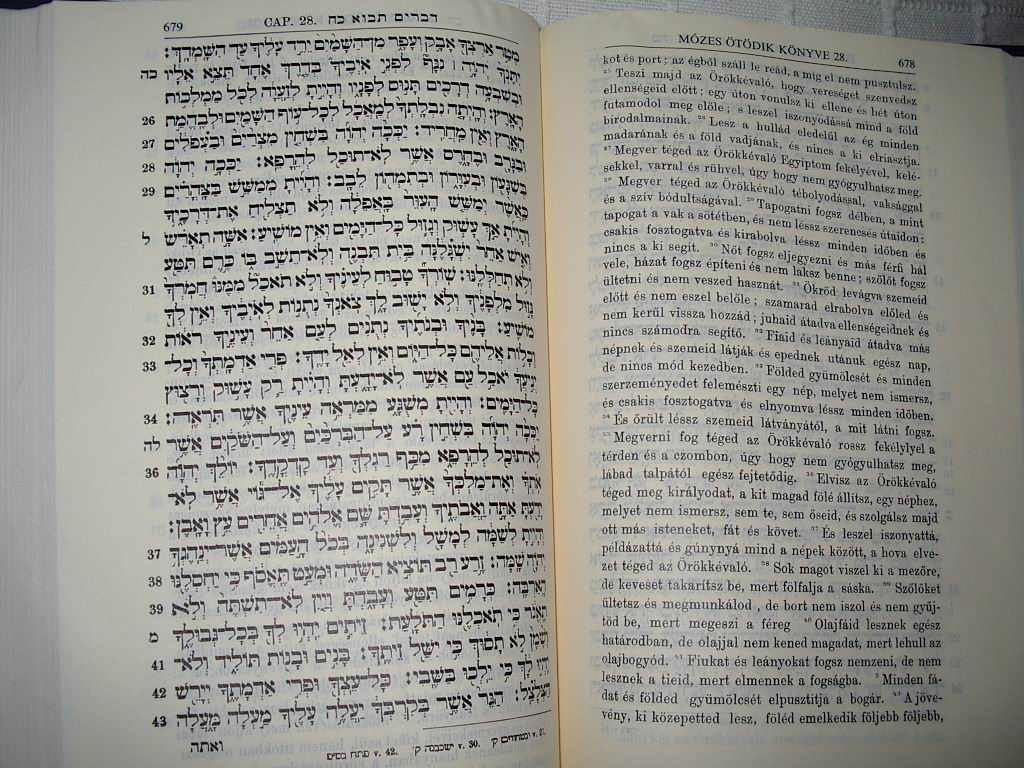
Héber-magyar kétnyelvű Biblia

A Héber Biblia magyar nyelvre fordításának gondolata a 19. század első felét megelőzően bizonyosan nem merült fel zsidó ember fejében. A 19. század elejének politikai eseményei, a magyarországi zsidók gyors polgárosodása, a magyar országgyűlés vitái elindították a hazai zsidóságot a magyarosodás, a polgári életforma, és a társadalmi egyenjogúság iránti igény útján, s ennek egyik következményeként magyar nyelvű zsidó bibliakiadások sora jelent meg.
Bloch Móric (megkeresztelkedése után Ballagi Mór) Mózes öt könyvét fordította le, és „jegyzetekkel felvilágosította”. A héber szöveget is tartalmazó öt kötet Budán jelent meg 1840-ben. Magyar nyelvezete és stílusa a kor legmagasabb követelményeinek is megfelelt. Kisebb részletfordítások után 1868-ban látott napvilágot Mannheim József bajai tanító „Zsoltárok. Fordítás iskolai célra” című műve.
Deutsch Henriknek az alsóbb iskolák „izraelita tanulói számára” is átdolgozott, kissé régies nyelvezetű fordítása, mely a maszoretikus szöveg alapján (annak közreadásával) készült 1887–1889 között jelent meg először. 1890 és 1931 között 12 kiadást is megélt.
Stern Ábrahám polgári iskolai igazgató 1888-ban adta közre „Szemelvények a Zsoltárokból”, és „Szemelvények a Prófétákból” című munkáit.
1898–1907 között jelentette meg a ma is közismert, és kiadványai okán nagyrabecsült Izraelita Magyar Irodalmi Társulat (IMIT) a bibliafordítását, az ún. IMIT Szentírást négy kötetben. A fordítás korabeli irodalmi, bibliatudományi és vallásgyakorlati jelentőségét nem lehet eléggé hangsúlyozni. A kor legkiválóbb magyarországi tudós rabbijainak fordításait szöveghűség szempontjából Krausz Sámuel, magyar nyelvhelyességét pedig Bánóczi József gondozta, ellenőrizte. (Héber szöveggel bővített reprint kiadása 1994-ben jelent meg.) Az IMIT Szentírás I. kötetének, a Tórának fordítója Bernstein Béla nyíregyházi status-quo főrabbi volt. Az ő nevét azért emeltük ki a többi fordító közül, mert Tóra-szövegét átdolgozta „iskolai használatra”, és párhuzamos héber szöveggel 1902–1922 között hat kiadásban bocsátotta a zsidó hitoktatás céljára.
1922-ben jelent meg Frenkel Bernát rabbi és hitoktató szerkesztésében, és részben az ő, illetve néhány neves rabbi fordításában a „Szentírás a család és az iskola részére.” A négy kötetes mű az egész Bibliát tartalmazza. A szövegeket a célnak megfelelően helyenként egyszerűsítették, összevonták.
Az előbbihez hasonló céllal készült az IMIT kiadványa 1925-ben: „Biblia az iskola és a család számára”. A nehéz gazdasági körülmények közepette csak két kötete (1. A Tóra, 2. A történeti könyvek) kerülhetett ki a nyomdából, ugyancsak egyszerűsített szöveggel.
Az egyes bibliai könyvek fordításai közül Singer Leó várpalotai rabbi „Zsoltárok”-fordítását emeljük ki. A kétnyelvű kiadvány Budapesten az 1920-as években, majd újra-nyomtatása Izraelben az 1970-es–80-as években jelent meg.
Nagyobb jelentőségű kiadványt újra az Izraelita Magyar Irodalmi Társulat adott ki 1939–1942 között, a Joseph H. Hertz-féle Szentírást, vagyis a Tóra héber szövegét új magyar fordítással, s az egykori nagy-britanniai főrabbi bőséges kommentárjainak magyarításával.
E mű méltatását és a hozzáfűződő tudnivalókat Naftali Kraus tolmácsolásában olvashatjuk a most megjelent új kiadás előszavában.

## Első teljes fordítás különböző nyelveken
- gót nyelv: Wulfila fordítása (4. század)
- angol nyelv: Wycliffe-biblia(wd) (1388)
- magyar nyelv: Károli-biblia (1590)
- román nyelv: Bukaresti Biblia (1688)
- ukrán nyelv: Kulis-biblia (1903)

## Mai bibliafordítások különböző nyelvekre
A 20. század egyre gyorsuló változásai teljesen új körülményeket teremtettek lelki szükségleteink terén is és ennek nyomán világszerte tapasztalhatunk egy soha eddig nem látott éhséget újabb és újabb fordítások elkészítésére. Emögött a tisztán nyelvtudományi okok mellett teológiai különbségek is felfedezhetőek és más, speciális igények is kielégítésre vágynak, így a nemzeti nyelv megalapozása, a nemzeti öntudat erősítése is gyakorta. Ennek nyomán főleg angol nyelvterületen Biblia fordítások- és változatok csaknem évente jelennek meg az egyes felekezetek hitbéli különbségeinek, vagy felhasználói célcsoport igényeinek megfelelően. Ezért léteznek külön gyermekbibliák, tájnyelvi változatok, illetve a kommunikációs nehézségekkel küzdő embereknek készült, drasztikusan leegyszerűsített szókincsű és mondatszerkezetű fordítások is, mint például a siketeknek (például NT for the Deaf) vagy az angolt idegen nyelvként beszélőknek (például Today's English Version).
Számos, számszerűleg kevés beszélővel rendelkező nyelveknél, sőt nyelvjárásoknál is jelentkeznek fordításai a Bibliának. Az egyik ilyen még a 20. század derekán keletkezett burgenlandi horvát nyelven, amely az Újszövetség fordítását tartalmazza, fordítói Ivan Jakšić és Martin Meršić voltak. Meršić majdnem három évtizeddel később Joško Mikišić-csel és Geosits Istvánnal elkészítette a zsoltárokat is. Geosits jelenleg is folytatja a munkáját a teljes Ószövetség elkészítésére. Ugyanúgy horvátoknál keletkezett, Vid Balog nyomán a kaj-horvát fordítása az Újszövetségnek, melyet még egyelőre nem adtak ki. Balog foglalkozását tekintve egyébként színész és a kaj nyelven már a 19. században is voltak kísérletek a Szentírás fordítására, hasonlóan egy másik burgenlandi horvát fordításról is van ismerete a kutatóknak Laáb Mátyás mosonújfalui plébánostól, amely kéziratban maradt fenn. 1998-ban bánáti bolgár nyelven közölte Jáni Vasilčin óbesenyői plébános-esperes az Újszövetséget. A bánáti bolgár közösség kizárólag katolikusokból áll. A szlovén nyelv változatán a vend nyelven is már a 18–19. század óta léteznek fordítások.
2011-ben Lukács evangéliumának fordítása jelent meg patois nyelven, amely Jamaica szigetén beszélt kreol nyelv. A fordítók 2012 végére szeretnék befejezni a Biblia teljes fordítását, amit a hívek is aktívan támogatnak.